# Cleopatra Alcione
Cleopatra Alcione (in greco antico: Κλεοπάτρη Ἀλκυόνη?, Kleopátrē Alkuónē) è un personaggio della mitologia greca, figlia di Idas e di Marpessa, moglie di Meleagro.

## Mitologia
Compare durante la caccia al cinghiale calidonio. In seguito alla morte in battaglia del marito, ella si impiccò insieme alla suocera Altea.